# 中河内 (大阪府)
中河内（なかかわち）は、令制国の河内国中部に由来する地域名称。現在の大阪府東部中央にあたる。
2020年10月1日時点での大阪府域に占める中河内地域の割合は、面積：6.8%、人口：9.4%。

## 範囲
中河内郡の範囲に基くが、旧 巽町・矢田村・加美村・瓜破村・長吉村が大阪市に編入され、大部分が中河内郡の旧郡域である松原市（河合・丹南の2大字を除く）が南河内地域とされるため、中河内郡の旧郡域とは一部異なる。
中河内郡と南河内郡の境界付近は大和川の付け替えによる影響が大きく、特に旧丹北郡や志紀郡にあたる地域では所属変更が多数見られた。柏原市も旧堅下村・堅上村を除く地域は南河内郡の旧郡域だが、市町村合併を機に中河内郡へ所属変更した。
現在、大阪府は下記の3市を中河内地域とし、大阪府中河内府民センターを設置している。
- 東大阪市（中核市）
- 八尾市（中核市） - 府民センター所在地
- 柏原市

南河内地域とされる松原市だが、府税は中河内府税事務所の管轄となる。
中河内地域と北河内地域を併せて「東部大阪」と区分されることがあり、大阪管区気象台がこの地域区分を使用している。